# Verkehrssicherheitskampagne „Runter vom Gas!“

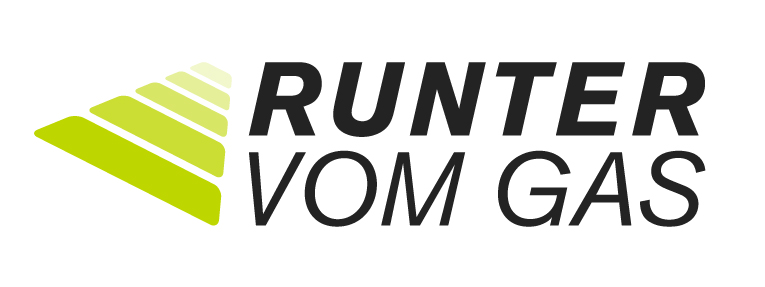
Logo der Verkehrssicherheitskampagne „Runter vom Gas!“

Die  Verkehrssicherheitskampagne Runter vom Gas macht seit 2008 auf die Folgen von überhöhter Geschwindigkeit im Straßenverkehr aufmerksam. Seit 2011 thematisiert die Kampagne weitere relevante Unfallursachen – etwa Alkohol am Steuer, Ablenkung, gefährliches Überholen und ungenügenden Sicherheitsabstand sowie spezielle Risiken für andere Verkehrsteilnehmer wie Radfahrer und Fußgänger. Die Kampagne des Bundesministeriums für Verkehr und digitale Infrastruktur (BMVI) und des Deutschen Verkehrssicherheitsrats (DVR) soll die Zahl der Unfallopfer in Deutschland weiter senken und Verkehrsteilnehmer für die Gefahren im Straßenverkehr sensibilisieren.

## Hintergrund
2016 kamen auf deutschen Straßen 3.206 Menschen ums Leben – ca. 28 Prozent weniger als im Jahr 2008 und 7,3 Prozent weniger als 2015. Knapp jeder zweite Verkehrstote war 2016 Insasse in einem Pkw (1.531). Jeder sechste war Fahrer oder Mitfahrer auf einem Kraftrad (536), mehr als jeder siebte Fußgänger (490) und fast jeder achte war Radfahrer (393).
Im Jahr 2016 starben außerorts (ohne Autobahnen) 1.853 Menschen (etwa 58 Prozent aller Verkehrstoten). In geschlossenen Ortschaften kamen 960 Personen (knapp 30 Prozent) ums Leben und auf der Autobahn 393 Verkehrsteilnehmer (ca. 12 Prozent). Etwa ein Drittel aller Verkehrstoten war zum Unfallzeitpunkt 65 Jahre oder älter. Bei den Fußgängern und Radfahrern waren mehr als die Hälfte der getöteten Menschen Senioren.
Im Jahr 2016 erreichte die Zahl der Verkehrstoten den niedrigsten Stand seit 60 Jahren. „Runter vom Gas“ soll einen Beitrag dazu leisten, die Anzahl der Verkehrstoten noch weiter zu senken und Verkehrsteilnehmer für die Gefahren im Straßenverkehr sensibilisieren. Ebenfalls weiter reduziert werden soll die Zahl der Verkehrsunfälle mit Verletzten. 2016 wurden 396.666 Verkehrsteilnehmer im Straßenverkehr verletzt.  2008 waren es noch 409.047 Verletzte.
Die Kampagne „Runter vom Gas“ ist eine von mehreren Maßnahmen (wie Verbesserungen der Fahrzeugsicherheit, der Infrastruktur und der Verkehrsüberwachung), um das im nationalen Verkehrssicherheitsprogramm 2011 angestrebte Ziel von 40 Prozent weniger Todesopfern im Straßenverkehr bis 2020 zu erreichen.  Außerdem sollen Multiplikatoren wie Verkehrswachten, Polizeien, Präventionsbeauftragte in Unternehmen oder Vereine bei ihrer Präventionsarbeit unterstützt werden.

### Initiatoren
Das Bundesministerium für Verkehr und digitale Infrastruktur (BMVI) und der Deutsche Verkehrssicherheitsrat (DVR) haben die Verkehrssicherheitskampagne „Runter vom Gas“ im Jahr 2008 initiiert. Weitere Partner sowie rund 200 DVR-Mitglieder und zahlreiche prominente Befürworter unterstützen die Kampagne.

### Schwerpunktthemen
Die mit Abstand meisten Verkehrsunfälle gehen auf menschliches Fehlverhalten zurück, darunter an erster Stelle das Fahren mit unangepasster Geschwindigkeit. „Runter vom Gas“ soll auf die Gefahren menschlichen Fehlverhaltens im Straßenverkehr aufmerksam machen und rückt daher seit 2011 neben unangepasster Geschwindigkeit weitere relevante Unfallursachen und -schwerpunkte in den Fokus. Dazu gehören Ablenkung, Alkohol am Steuer, gefährliches Überholen, ungenügender Sicherheitsabstand und innerstädtische Unfallursachen wie Abbiegefehler. Daneben thematisiert die Kampagne auch das Anschnallen in Kraftfahrzeugen und soll für die Nutzung von Fahrradhelmen und das Tragen gut sichtbarer Kleidung in der dunklen Jahreszeit werben.

### Kooperationen und Zusammenarbeit
Die Kampagne arbeitet mit Partnern wie der Deutschen Gesetzlichen Unfallversicherung (DGUV), Automobilclubs, Automobilherstellern, Fahrschulen, Technischen Überwachungsorganisationen und Verkehrswachten zusammen. Regelmäßig werden auch Verkehrsexperten, Seelsorger, Polizisten, Feuerwehrleute, Rettungshelfer und Ärzte eingebunden. Für Reportagen standen auch Unfallopfer und Angehörige von Unfallopfern zur Verfügung. Auch Prominente unterstützen die Kampagne. 2016 und 2017 zählten dazu Kay One, Barbara Schöneberger, Julian Draxler, Mario Gómez, Raúl Richter, Hans-Joachim Heist und Jimmy Hartwig. Zudem kooperiert die Kampagne mit den Verkehrs- und Innenministerien der Bundesländer. So finden bundesweit zahlreiche Veranstaltungen und Präventionstage sowie Polizeikontrollen mit Aktionen und Materialien der Kampagne statt.

## Maßnahmen

### Autobahnplakate
Im Rahmen der Kampagne werden seit 2008 jährlich Plakate für die Autobahnen entwickelt. In Abstimmung mit dem Bundesministerium für Verkehr und digitale Infrastruktur (BMVI), der Deutschen Gesetzlichen Unfallversicherung (DGUV) sowie den Bundesländern ist der Deutsche Verkehrssicherheitsrat (DVR) für die bundesweite Verkehrsaufklärung an den Bundesautobahnen und Rastplätzen zuständig.
In mehreren Bundesländern sind die Plakate auch an Landstraßen zu sehen. Die Plakate sollen Verkehrsteilnehmer für das Thema Verkehrssicherheit und auch für konkrete Unfallursachen sensibilisieren. Vor der Veröffentlichung jeder Plakatreihe erfolgt ein Verbrauchertest. So soll sichergestellt werden, dass die Motive gut verständlich sind und wirken. Seit 2008 wurden elf bundesweite Plakatserien veröffentlicht.

#### Plakatserie „Todesanzeigen“ (2008)
Die erste Plakatreihe sorgte durch polarisierende Todesanzeigen mit Fotos für Aufmerksamkeit. Auf den Porträtfotos waren auch aus Gründen der Pietät keine realen Unfallopfer abgebildet. Die Plakate wurden im März 2008 der Öffentlichkeit vorgestellt. Dies führte zu Diskussionen in den Medien: Der SHZ-Verlag titelte: „Sinnvolle Provokation oder emotionale Keule?“ Die Rheinische Post schrieb von einer „Schock-Kampagne gegen Raser“. Die Süddeutsche Zeitung nannte die Kampagne einen „offensichtlichen Erfolg“ und schrieb, dass die Anzahl der Verkehrstoten 2008 auf 4.500 gesunken sei, nachdem sie vor Beginn der Kampagne noch bei 5000 gelegen habe.

#### Plakatserie „Unfallwracks“ (2009)
Die zweite Plakatstaffel zeigte ab Januar 2009 Unfallwracks von Autos und Motorrädern. Die abgebildeten Crash-Fahrzeuge standen im Kontrast zu positiven und lebensbejahenden Symbolen, etwa Fahrzeugaufkleber mit „ABI“ und „Baby an Bord“ oder einem Luftballon mit der Aufschrift „Just Married!“.

#### Plakatserie „Hinterbliebene“ (2010)
Die dritte Plakatreihe rückte die Schicksale von Hinterbliebenen in den Vordergrund. Die Bilder zeigten Angehörige von Unfallopfern, die Bilder von Verstorbenen hochhielten und für die Botschaft „Runter vom Gas“ plädierten. Auch hier wurden keine realen Unfallopfer gezeigt.

#### Plakatserie „Unfallopfer“ (2011)
Die vierte Serie lenkte die Aufmerksamkeit auf das Schicksal von Schwerstverletzten und Angehörigen. Gezeigt wurden Unfallopfer und Familie am Krankenbett. Auch für diese Plakatfotos wurden reale Situationen nachgestellt.

#### Plakatserie „Haftnotizen“ (2011/12)
Die fünfte und sechste Plakatserie nutzte Haftnotizen oder Zettel, um die Botschaften der Kampagne zu vermitteln. Zu sehen waren u. a. Mitteilungen, die auf korrektes Verhalten im Straßenverkehr hinwiesen: „Anschnallen nicht vergessen“, „Lass dich nicht ablenken“ und „Fahr vorsichtig, Schatz“.

#### Plakatserie „Lebensretter“ (2013)
Die siebte Plakatserie zeigte authentische Menschen, die regelmäßig in ihrem Beruf mit Verkehrsunfällen konfrontiert werden – vom Rettungshelfer über den Feuerwehrmann bis zur Ärztin – mit den Appellen „Lass die Finger vom Handy!“, „Fahr immer nüchtern!“ und „Schnall dich immer an!“.

#### Plakatserie „Scheinbar schöne Welt“ (2014)
Die Bilder der achten Plakatserie sollten vor Augen führen, wie schnell schöne Momente durch Ablenkung oder unangepasste Geschwindigkeit zu Ende gehen können. Zu sehen waren glückliche junge Freundinnen, ein Paar oder eine junge Familie im Auto, kombiniert mit Beschreibungen wie „Einer drängelt, drei sterben“.

#### Plakatserie „Für die Liebsten“ (2015)
Abgebildet waren Gegenstände, die Fahrer und Fahrerinnen an diejenigen erinnern sollen, die zuhause auf sie warten – und für die sie verantwortungsvoll unterwegs sein sollen: ein Fußball mit Torwarthandschuhen für den Sohn, ein Ballettschuh für die Tochter oder ein Ring für die Liebste.

#### Plakatserie „Weil Leben schön ist“ (2016)
Die zehnte Plakatreihe zeigte Momente des Glücks: Freunde am Strand, ein Paar an einem Bergsee und ein lachendes Baby. Die Motive sollten verdeutlichen, warum das Leben schön ist – und, dass man es durch unangepasste Geschwindigkeit nicht aufs Spiel setzen sollte. Die Plakate wurden erstmals in einen digitalen Kontext gesetzt und von zahlreichen Online-Maßnahmen begleitet. So konnten Nutzer selbst Bilder von schönen Momenten einsenden und an einem Foto-Wettbewerb teilnehmen.

#### Plakatserie „Betroffene“ (2017)
Die elfte Plakatreihe zeigte die Trauer von Angehörigen, die eine nahestehende Person bei einem Unfall verloren haben. Entsprechend enthielten die Motive eingängige und klare Aufforderungen: „Finger vom Handy!“, „Runter vom Gas!“ und „Abstand halten!“. Auch für diese Plakatstaffel wurden aus juristischen Gründen sowie aus Gründen der Pietät keine realen Unfallangehörigen fotografiert. In parallel veröffentlichten Multimedia-Reportagen schilderten tatsächliche Hinterbliebene von Unfallopfern persönliche Erfahrungen. Für die Kampagne wurde anhand von Befragungen und Studien die Zahl derjenigen ermittelt, die unmittelbar von einem Unfalltod betroffen sind: durchschnittlich 113 Personen – darunter Familie, Freunde, enge Bekannte und Rettungskräfte.

#### Plakatserie „Ablenkung durch Smartphones“ (2018)
Die Motive der zwölften Plakatserie zeigen zerstörte Smartphones. Auf den Displays sind glückliche Personen zu sehen. Die begleitenden Beschreibungen „Tipp, tipp, tot“, „Jens (26), abgelenkt durch eine SMS“ und „Marie (38), abgelenkt durch eine SMS“ heben die Gefahr durch Ablenkung im Straßenverkehr hervor.

### Online, Social Media und Materialien
Unter runtervomgas.de werden Reportagen, Trend-Artikel, Service-Beiträge und News veröffentlicht. Außerdem können Nutzer dort Informationsmaterial herunterladen und Videos finden. Interaktive Module wie die Fahrprüfung „Kein Lappen für Lappen“ mit dem Komiker Hans-Joachim Heist als Kunstfigur Gernot Hassknecht, ein Quiz zum Verständnis zwischen Pkw- und Radfahrern oder Wettbewerbe sollen dazu einladen, sich mit dem Thema Verkehrssicherheit intensiv zu beschäftigen. Die Kampagne unterhält auch eine Facebook-Seite. Dort finden Besucher weitere Beiträge rund um die Verkehrssicherheit. Darüber hinaus stellt „Runter vom Gas“ Informationsmaterialien für Interessierte, Multiplikatoren und Initiatoren von Veranstaltungen zur Verkehrssicherheit zur Verfügung.

### Weitere Aktionen

#### Länderpaket
Kooperationspartner der Kampagne sind auch die Innen- und Verkehrsministerien der Bundesländer. Mit Veranstaltungen und Aufklärungsmaterial wie Bannern, Postern und Broschüren unterstützt die Kampagne die Arbeit von der Polizei und anderen Partnern vor Ort.

#### Motorradgottesdienste
„Runter vom Gas“ unterstützt seit 2008 die jährlich stattfindenden Motorradgottesdienste (MOGO). Ein fester Bestandteil ist seit 2016 die Foto-Bekenner-Aktion „Echte Männer rasen nicht“ beziehungsweise „Starke Frauen rasen nicht“.

#### „Kein Lappen für Lappen“ mit Gernot Hassknecht
Mit Gernot Hassknecht als „härtestem Fahrprüfer Deutschlands“ können Nutzer in einem Online-Quiz ihr Wissen prüfen und Fragen der theoretischen Führerscheinprüfung beantworten. Die Ergebnisse können die Teilnehmer anschließend in sozialen Netzwerken teilen.

#### Aktion gegen Ablenkung 2016 „Mythos Multitasking“
Viele Verkehrsunfälle mit Todesfolge gehen auf Ablenkung am Steuer zurück. Um darauf aufmerksam zu machen, wurde die Aktion „Mythos Multitasking“ im Jahr 2016 ins Leben gerufen. Im Rahmen eines Foto- und Videowettbewerbs suchte die Kampagne kreative Köpfe, die sich mit dem Thema Ablenkung im Straßenverkehr auseinandersetzten.

#### Aktion gegen Ablenkung 2017 „#FingervomHandy“
Im Mittelpunkt der Aktion gegen Ablenkung 2017 stand die Nutzung von Smartphones am Steuer. Unter dem Hashtag „#FingervomHandy“ machten Texte, Fotos und GIFs auf die Folgen von Ablenkung im Straßenverkehr aufmerksam und konnten in sozialen Netzwerken geteilt werden. Im Mittelpunkt stand dabei ein Kinospot.  YouTuber Oguz Yilmaz und Rapper Kay One unterstützten die Aktion.

#### Fahrradhelmaktion 2017 „Du bist mir nicht egal!“
Ziel der Aktion „Du bist mir nicht egal!“ ist es, erwachsene Radfahrer dazu zu motivieren, Fahrradhelme zu tragen. Hintergrund ist die seit einigen Jahren stark rückläufige Quote von erwachsenen Radfahrern, die im Straßenverkehr einen Helm tragen.  Im Rahmen der Aktion konnten sich Kinder um einen Gratishelm für ihre Eltern oder Großeltern bewerben. Anschließend erfolgte eine Verlosung der Fahrradhelme.

## Bekanntheit
Eine im Dezember 2016 durchgeführte Umfrage ergab: Mehr als jeder Zweite (54 Prozent) der Befragten kennt die Kampagne „Runter vom Gas“. Für die Mehrheit (95 Prozent) ist klar, dass es um das Thema Verkehrssicherheit geht. 72 Prozent können diese Kampagne den Initiatoren BMVI und DVR zuordnen.

## Kritik
Die Kampagne „Runter vom Gas“ stieß anfangs auf Kritik. So waren insbesondere die fiktiven Todesanzeigen der ersten Plakatserie in der Öffentlichkeit umstritten. Als „perverse Autobahn-Kunst“ bezeichnet etwa der für provokative Meinungsartikel bekannte Welt-Autor Gideon Böss die Plakate.
Eine Studie des Wuppertal Institut für Klima, Umwelt, Energie hingegen bestätigte den Erfolg der Kampagne: „Die Kampagne ‚Runter vom Gas!‘ erfüllt in beinahe idealer Weise die Anforderungen, die an die massenmediale Wirksamkeit einer Kampagne gestellt werden, die versuchen soll, sozial verträgliche Verhaltensweisen in das Repertoire einer bestimmten Zielgruppe (Autobahnfahrer/-innen) zu integrieren. Vor allem die Mischung aus unzweifelbar rascher Verständlichkeit, hoher Emotionalität und klarer Aussage, die zu einem rasch erkennbaren, unmittelbaren Erkenntniszuwachs führen, machen die Kampagne zu einem Benchmark für ähnliche Überlegungen.“